# Galassia (collana 1956-1957)
Galassia è stata una collana editoriale di romanzi di fantascienza pubblicata dal 1956 al 1957 da Casa Editrice Galassia e distribuita a cadenza mensile in edicola.
La collana è composta da 5 numeri, pubblicati dal 15 dicembre 1956 al 30 aprile 1957. Pubblicava autori sia stranieri sia italiani, seppure sotto pseudonimo: tra questi Luigi Rapuzzi (come L. R. Johannis), Lina Gerelli (come Elizabeth Stern), Sandro Sandrelli (l'unico col proprio nome), Tsing-Kkann-Sunn (probabile pseudonimo del curatore Giorgio Monicelli). Ogni numero conteneva un romanzo (o un romanzo breve) assieme a uno o più racconti di vari autori.
I volumi erano rilegati in brossura.
Non va confusa con altre due collane omonime di editori diversi, una del 1953 e una più nota edita dal 1961 al 1979.

## Storia
La collana assieme alla casa editrice omonima furono fondate dal pittore e scrittore Luigi Rapuzzi, con sede ufficiale a Udine.
Il curatore della collana era Giorgio Monicelli, sotto lo pseudonimo di Tom Arno, che curava contemporaneamente la collana concorrente Urania. Monicelli oltre che dall'amico Rapuzzi era coadiuvato da Maria Teresa Maglione, nota col soprannome di "Mutti", convivente di Monicelli e scrittrice rimasta nota con lo pseudonimo di Lina Gerelli. Del comitato di redazione facevano parte ufficialmente: Patrizio Dalloro (Milano), L.R. Johannis (Glen Cove – L.I. N.Y.), Maria Maglione (Milano), Giorgio Monicelli (Milano), 
Chester S. Nathan (New York), Cesare Nadalini (Udine), Libre de Partail (Parigi e Milano), Elizabeth Stern (Londra), Mary Sweater (Greenwich e Milano), Tsing-Kkann-Sunn (Milano); in realtà si trattava di vari pseudonimi che si mescolavano ai veri nomi delle stesse quattro persone.
La collana ebbe termine quando Monicelli e Maglione l'abbandonarono nell'aprile 1957 per fondare un'altra collana di fantascienza, Cosmo, dell'editore Ponzoni di Milano.

## Elenco delle uscite
1. Il satellite perduto di L. R. Johannis, 15 dicembre 1956
2. Q.I. = 10000 (Odd John: A Story Between Jest and Earnest, 1935) di Thomas H. Morehouse (pseudonimo di Olaf Stapledon), 1 febbraio 1957
3. Mondi risonanti (The Echoing World, 1954) di Jonathan Burke, marzo 1957
4. Il cratere di Satana di Elizabeth Stern (pseudonimo di Maria Teresa Maglione alias Lina Gerelli), 15 aprile 1957
5. La rivolta dei Jeols di L. R. Johannis, 30 aprile 1957